# Grummetkopf
Il monte Grummetkopf (2.040 m s.l.m.) è una montagna sita nel massiccio dei monti del Dachstein   nelle Alpi Settentrionali Salisburghesi  a est della Hofpürglhütte a Gosaustein.